# 秘部痺れ
秘部痺れ（ひぶしびれ）は日本のバンドである。海外活動時の表記はHIBUSHIBIRE/秘部麻痺。

## メンバー
Changchang（(Guitar/Vocal/Melting Eye Spectacle)
ギター、ボーカル担当。あだ名は関西サイケ貴公子。速弾きサイケギタースタイルを得意とし、脅威の手数によりほぼ全編をフレーズで弾ききる。髪の毛は自分でカットしている。
Tetsuji Toyoda(Bass/Vocal /Mermaid Mountain)
ベース、ボーカル担当。レコーディング、ミックス、マスタリングのエンジニア。登山などアウトドアな趣味を持つ。
Aoi Hama(Drums/Vocal/Cat Tongue Queen)
ドラム、ボーカル担当。パワフルなドラムでリズム隊を支える。シャイで優しく、愛猫のフランシスと大の仲良し。
Kohei Katsuma(Congueiro/God Dog Family)
コンガ担当。昔はロン毛だったが今は坊主。好きな食べ物はお肉。

### 旧メンバー
Ryu Matsumoto
ドラム担当
821（ハニー）
ベース担当。ドローンユニットSarryで活動。

## 概要
2012年結成。
神戸/大阪を中心に精力的にライブ活動を行う。ホームは神戸Helluva Lounge。
音楽性は60年代後期から70年代初頭のハードサイケデリックロックやプログレッシブロックを土台とし、エスニック要素やドローン、その他数々のサイケデリック要素を取り込み、徹底的にサイケデリックグルーヴを追及している。

## プロデュース
3枚の全てのアルバムプロデュースはメンバー全員が敬愛するAcid Mothers Templeの河端一。河端一からは「次世代サイケロックバンドの新鋭」と評されている。

## アーティストコラボレーション
・3枚に渡るアートワークには照明チームliquidbiupilによる素材参加、また各地でのリリースパーティー及びライヴアクトに招聘。
・3rdアルバム『Magical Metamorphosis Third Eye』ではGuest Musicianとして河端一によるGuitar参加が実現。
・3rdアルバム『Magical Metamorphosis Third Eye』では音源、ライヴともにパーカッショニスト、Kohei Katsuma(Congueiro)がゲスト参加をするなど、新機軸を展開している。

## リリース
- 1stアルバム『Freak Out Orgasm!』（販売元：英レーベルRiot Season）(2017年)
- 2ndアルバム『Turn On, Tune In, Freak Out!』販売元：英レーベルRiot Season）(2019年)
- 3rdアルバム『Magical Metamorphosis Third Eye』（販売元：英レーベルRiot Season）(2023年)

## 自主制作ライブ音源作品「Official Live Bootleg」シリーズ
・Official Live Bootleg vol,1 Live at Helluva Lounge,KOBE(2017）
・Official Live Bootleg vol,2 Live at Helluva Lounge,KOBE(2017）
・Official Live Bootleg vol,3 Live at CLUB QUATTRO,HIROSHIMA)&Sengoku Daitoryo,OSAKA(2018)
・Official Live Bootleg vol,4 Live at The Eagle Inn,Manchester,UK(2018)
・Official Live Bootleg vol,5 Live at SENGOKU-DAITORYO,OSAKA(2019)
・Official Live Bootleg vol,6 live at J.T. Soar,Nottingham,UK(2021）
・Official Live Bootleg vol,7 Live at Nakano Moonstep,TOKYO(2021)
・Official Live Bootleg vol,8 Live at Helluva Lounge,KOBE solo-headlining show (2022)
・Official Live Bootleg vol,9 Live at HUCK FINN,NAGOYA/ROMANYA,TAIPEI/Chat Noir,YOKOHAMA(2023)

## 映像作品
- 「Trepanation Breakdown」(Promo Video 2017)
- 「Freak Out Orgasm!」teaser
- 「Freak Out Orgasm!」+ VJ Mix by Jon Weinel
- 「Turn On,Tune In,freak out!」teaser
- 「Orangesunshine Of Your Lovemachine」 (2023)

## アルバムレビュー
・1stアルバム『Freak Out Orgasm!』
Echoes And Dust
THE FRAGMENTED FLÂNEUR.
FREQ
・2ndアルバム『Turn On, Tune In, Freak Out!』
THE FRAGMENTED FLÂNEUR.
OUTLAWS OF THE SUN
ThePsychRock.com
・3rdアルバム『Magical Metamorphosis Third Eye』
SLEEPING THE SHAMAN
OUTLAWS OF THE SUN
LA HABITACION 235

## インタビュー
IT'S PSYCHEDELIC BABY MAGAZINE